# Mont Olympe (Washington)
Pour les articles homonymes, voir Mont Olympe (homonymie), Olympe (homonymie) et Mont Olympus.
Le mont Olympe ou mont Olympus (Mount Olympus en anglais) est le point culminant des montagnes Olympiques (Olympic Mountains en anglais). Il est situé sur la péninsule Olympique à l'intérieur du parc national Olympique à l'ouest de l'État de Washington.

## Géographie
Le mont Olympe, qui culmine à 2 429 m d'altitude, est situé au centre du parc national Olympique. Il a une hauteur de culminance de  2 386 m ce qui le classe en cinquième position de l'État de Washington,.
Grâce à d'abondantes précipitations de neige en hiver, la montagne dispose de plusieurs grands glaciers malgré sa hauteur limitée, sa position méridionale à proximité de l'air doux de l'océan Pacifique. Les noms de ses principaux glaciers sont Blue, Hoh, Humes, Jeffers, Hubert et White. La glacier Blue couvre une superficie de 5,31 km2.

## Histoire
L'explorateur espagnol Juan Perez est le premier européen à avoir aperçu la montagne en 1774. Il la nomma El Cerro de la Santa Rosalia. Le 4 juillet 1778, l'explorateur britannique John Meares lui donne son nom anglophone actuel de mount Olympus.

### Référence
- (en) Cet article est partiellement ou en totalité issu de l’article de Wikipédia en anglais intitulé « Mount Olympus (Washington) » (voir la liste des auteurs).

1. 1 2 3  Visualisation sur l'USGS.
2. ↑  (en) Howbert Jeff, « Classement des montagnes de Washington par proéminence »
3. ↑  (en) « Mount Olympus, Washington », Peakbagger.com (consulté le 1er janvier 2009)
4. ↑  (en) Richard C. Spicer, Glaciers in the Olympic Mountains, Washington : Present Distribution and Recent Variations, Thesis, University of Washington, 1986
5. ↑  (en) James W. Phillips, Washington State Place Names, Seattle, University of Washington Press, 1971, 3e éd., 167 p. (ISBN 978-0-295-95158-4)